# Friedrichsort
Friedrichsort (danska Christianspris eller Frederiksort) är en stadsdel i Kiel, och en tidigare  fästning vid Kielfjorden, anlagd 1663 av danske kungen Fredrik III. 
Fästningen gav sig 19 december 1813 till svenskarna. Sedan fästningen 1864 kom i preussisk ägo, förstärktes Friedrichsort betydligt och utgjorde en del av befästningarna till skydd för Kiels krigshamn fram till 1919, då fästningen enligt Versaillesfreden nedlades.